# Alan Davidson (australijski piłkarz)
Alan Edward Davidson (ur. 1 czerwca 1960 w Melbourne) – australijski piłkarz występujący na pozycji obrońcy lub pomocnika. Trener piłkarski. Ojciec innego piłkarza, Jasona Davidsona.

## Kariera klubowa
Davidson karierę rozpoczynał w 1977 roku w drużynie Altona City, grającej w Victorian Premier League. W 1978 roku został graczem zespołu South Melbourne z National Soccer League. W 1981 roku wywalczył z nim wicemistrzostwo tej ligi, a w 1984 roku – mistrzostwo. W tym samym roku przeszedł do angielskiego Nottingham Forest. W Division One zadebiutował 1 grudnia 1984 w przegranym 0:2 meczu z Watfordem. Do 1986 roku w barwach Nottingham rozegrał trzy spotkania.
Następnie Davidson wrócił do South Melbourne, gdzie spędził sezon 1986. W 1987 roku odszedł do Melbourne Croatia. W sezonach 1990/1991 oraz 1991/1992 wywalczył z nim wicemistrzostwo NSL. W 1992 roku przeszedł do malezyjskiego Pahang FA, z którym w tym samym roku zdobył mistrzostwo Malezji oraz Puchar Malezji. W 1994 roku odszedł do South Melbourne. W sezonie 1995/1996 wygrał z nim NSL Cup. Następnie ponownie przeszedł do Pahangu, gdzie grał w 1996 roku.
W 1996 roku Davidson został zawodnikiem Collingwood Warriors. W sezonie 1996/1997 zdobył z nim NSL Cup. W 1997 roku przeszedł do Melbourne Knights, w którym występował już, gdy ten nosił nazwę Melbourne Croatia. W 1998 roku zakończył tam karierę.

## Kariera reprezentacyjna
W reprezentacji Australii Davidson zadebiutował 27 stycznia 1980 w przegranym 0:4 towarzyskim meczu z Czechosłowacją. W tym samym roku wygrał z nim Puchar Narodów Oceanii. 20 maja 1981 w wygranym 2:0 pojedynku eliminacji Mistrzostw Świata 1982 z Indonezją strzelił swojego jedynego gola w kadrze.
W 1988 roku był członkiem reprezentacji na letnich igrzyskach olimpijskich, zakończonych przez Australię na ćwierćfinale.
W latach 1980–1991 w drużynie narodowej rozegrał 49 spotkań.